# Hospital Militar de Elvas
O antigo Hospital Militar de Elvas, também designado por Hospital de São João de Deus e Vedoria Geral de Elvas, localiza-se  na cidade sede do município de Elvas, distrito de Portalegre, no Alentejo, em Portugal. Atualmente nele está instalado o Hotel São João de Deus.
Este hospital foi o primeiro dirigido pela Ordem Hospitaleira de São João de Deus em Portugal e serviu de hospital militar, principalmente durante o período da Guerra da Restauração, altura em que D. João IV ordenou a construção de vários hospitais militares nas principais praças do país.
No dia da Batalha das Linhas de Elvas o hospital contava com 10 religiosos com a capacidade de atender 350 doentes. No entanto, é necessário sublinhar que a Praça de Elvas esteve sitiada desde o dia 22 de Outubro de 1658 até ao dia 14 de Janeiro de 1659 – dia da batalha.
Em 2014, o Hospital Militar de Elvas foi integrado num novo projeto do Ministério da Defesa Nacional, criado com o apoio do Turismo de Portugal, chamado Turismo Militar, que apresenta roteiros históricos baseados em heróis portugueses.